# Kuni
Kuni és un riu de l'Índia a l'estat de Maharashtra, a l'Índia, que neix a la serralada de Yeotmal al districte d'Amravati (abans anomenat districte de Wun) i corre en direcció al sud cap al districte de Yavatmal (anteriorment anomenat districte de Yeotmal). Després d'un curs de 74 km desaigua al riu Penganga a 19° 47′ 03″ N, 78° 41′ 30″ E / 19.78417°N,78.69167°E.